# Paula Newsome
Paula Newsome (Chicago, 7 oktober 1961) is een Amerikaanse actrice.

## Biografie
Newsome werd geboren in Chicago, en begon in haar kinderjaren al met acteren in lokale theaters. Zij verhuisde naar New York voor haar acteercarrière voor televisie, films en theaters. Zij speelde eenmaal op Broadway, van 1994 tot en met 1995 speelde zij in de musical Carousel.

## Filmografie

### Films
- 2021 Spider-Man: No Way Home - als MIT Assistente Vicekanselier
- 2018 Revival! - als moeder Mary
- 2014 Black and White - als rechter Margaret Cummings
- 2014 Thinspiration - als ms. Christie
- 2007 Things We Lost in the Fire – als Diane
- 2007 Reign Over Me – als Melanie
- 2006 Little Miss Sunshine – als Linda
- 2005 Guess Who – als Darlene
- 1996 Harambee! – als Maxine
- 1992 Angel Street – als ??
- 1992 Straight Talk – als Ellen
- 1991 Keeper of the City – als receptioniste
- 1990 Home Alone – als klant in winkel

### Televisieseries
Uitgezonderd eenmalige gastrollen.
- 2021-2023 CSI: Vegas - als Maxine Roby - 27 afl.
- 2019 Chicago Med - als Caroline Charles - 12 afl.
- 2018-2019 Barry - als rechercheur Janice Moss - 9 afl.
- 2019 Boomerang - als Victoria Jackson - 2 afl.
- 2016-2017 Transparent - als dr. Leona Gunderson - 3 afl.
- 2016-2017 No Tomorrow - als Tyra DeNeil Fields - 3 afl.
- 2012-2014 Suburgatory – als Tracy – 4 afl.
- 2009-2013 NCIS – als Jackie Vance – 4 afl.
- 2010-2011 Parenthood – als dr. Robertson – 2 afl.
- 2011 Pretty Little Liars – als coach Fulton – 2 afl.
- 2007-2008 Women's Murder Club - als Claire Washburn – 13 afl.
- 2007 Heroes – als dr. Witherson – 2 afl.
- 2005 Killer Instinct – als mrs. Cavanaugh – 2 afl.
- 2003-2004 NYPD Blue – als Tammy Caryle – 3 afl.
- 2003 The Lyon's Den – als Kathy Wolf – 8 afl.
- 2000 City of Angels – als dr. Helen Chanley – 3 afl.
- 1998 Conrad Bloom – als Faye Reynolds – 13 afl.